# Hadromyia
Hadromyia is een vliegengeslacht uit de familie van de zweefvliegen (Syrphidae).

## Soorten
- H. aepalius (Walker, 1849)
- H. aldrichi (Shannon, 1916)
- H. crawfordi (Shannon, 1916)
- H. grandis Williston, 1882
- H. opaca (Shannon, 1916)
- H. pulcher (Williston, 1882)